# Jake LaRavia
Jacob Glen "Jake" LaRavia (nascido em 3 de novembro de 2001, em Pasadena, Califórnia) é um jogador profissional de basquetebol norte-americano que atua como ala ou ala-pivô no Los Angeles Lakers da NBA. LaRavia jogou basquete universitário por Indiana State e Wake Forest, sendo escolhido na primeira rodada do Draft da NBA de 2022 pelos Minnesota Timberwolves, mas negociado imediatamente com o Memphis Grizzlies. Após o término da temporada 2024–25, tornou-se agente livre irrestrito. Em junho de 2025, assinou com o Los Angeles Lakers por 2 anos e 12 milhões de dólares.

## Carreira universitária
LaRavia jogou por duas temporadas na Indiana State University, destacando-se na Missouri Valley Conference (MVC), onde foi nomeado para o segundo time da conferência em 2021 e para o time de calouros em 2020. Em 2021, transferiu-se para Wake Forest University, onde teve médias de 14,6 pontos, 6,6 rebotes, 3,7 assistências e 1,7 roubos por jogo, sendo nomeado para o segundo time da ACC.

## Carreira profissional
LaRavia foi selecionado como a 19ª escolha geral do Draft da NBA de 2022 pelo Minnesota Timberwolves, sendo imediatamente trocado para o Memphis Grizzlies.
Em 6 de fevereiro de 2025, LaRavia foi envolvido em uma troca entre três equipes que o levou ao Sacramento Kings.

## Estilo de jogo
LaRavia é um jogador versátil que pode atuar como ala ou ala-pivô. É conhecido por seu bom arremesso de média distância, inteligência defensiva e movimentação sem a bola. Também se destaca pela leitura de jogo e capacidade de defender múltiplas posições.